# Высказывания Бисмарка о России

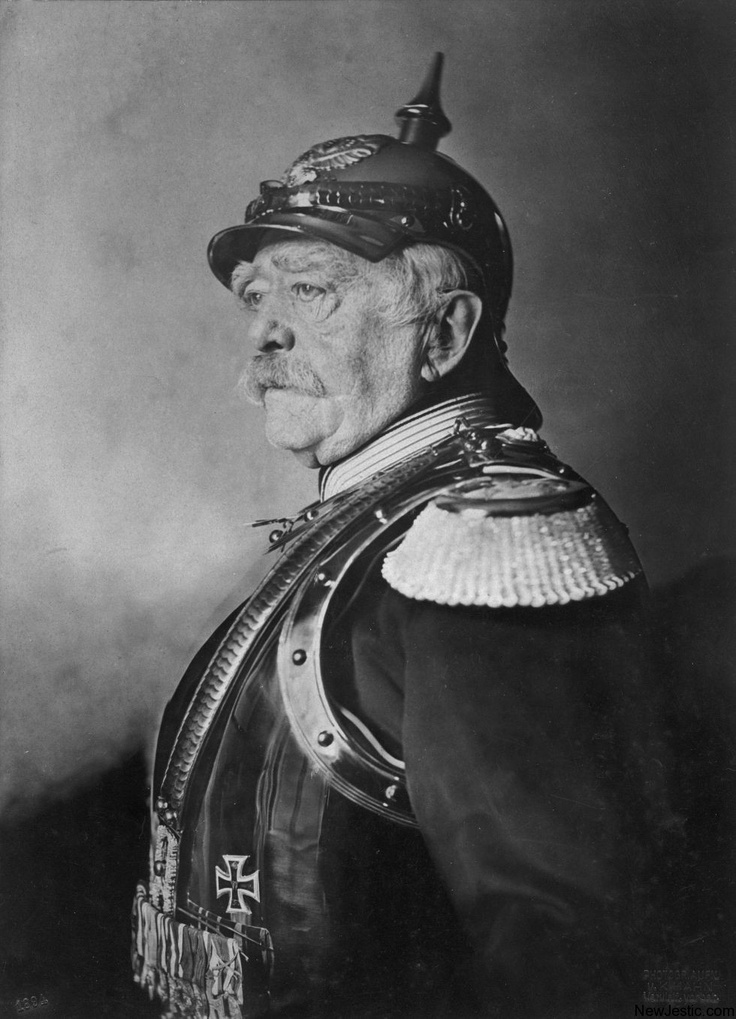
Отто фон Бисмарк

Отто фон Бисмарку, германскому государственному и военному деятелю, занимавшему в 1871—1890 годах должность рейхсканцлера Германской империи, приписываются различные высказывания о России и русских. Как правило, приписываемые Бисмарку фразы на самом деле ему не принадлежат.

## Высказывания Бисмарка о России
В 1881 году Бисмарк писал кронпринцу Фридриху Вильгельму (будущему императору Вильгельму II): «Оборачиваясь на русскую историю начиная с эпохи Петра Великого, можно констатировать, что немцы (включая российских монархов) сыграли большую роль в том, что на протяжении полутора веков правительственная машина империи работала пусть небезупречно, но в целом надежно и равномерно. Однако после смерти императора Николая началось постепенное вытеснение немцев из всех органов власти и русификация последних. По мере развития этого процесса нарастали дезорганизация и неэффективность управленческого аппарата. Способность славян управлять своим государством без участия немцев была ограниченной еще со времен Рюрика, такой же она осталась и после освобождения от власти монголов».
В годы Крымской войны будущий канцлер заявлял, что никогда не будет пытаться выступать против войны с Россией, «если появится надежда на достойный приз». В январе 1881 года в письме немецкому послу в Вене Бисмарк отмечал следующее: «Война против России, даже победоносная, будет нежелательным событием. Это опасная война, к тому же война, у которой нет приемлемой для нас цели».

## Высказывания о России и русских, приписываемые Бисмарку

### «Русских невозможно победить»
В различных источниках Бисмарку приписывается следующее высказывание (а также его вариации): «Русских невозможно победить, мы убедились в этом за сотни лет. Но русским можно привить ложные ценности, и тогда они победят сами себя». Данное высказывание относят к числу цитат Бисмарка на сайтах с афоризмами великих людей и в интернет-сообществах, посвящённых истории России. Его приписывают Бисмарку и учёные, в частности, доктор исторических наук Борис Хавкин (в статье для издания «Независимое военное обозрение») и доктор исторических наук, профессор Дипломатической академии Министерства иностранных дел России Владимир Винокуров (в материале для еженедельника «Звезда»). Как отмечает проект «Проверено.Медиа», фраза также распространена «в книгах о „русском жизнечувствовании“, традициях и ценностях». Например, в 2016 году ВДНХ в рамках проекта «Россия — моя история» использовала приписываемые Бисмарку слова для рекламы исторической выставки. Цитата пользуется популярностью и у обычных пользователей социальных сетей — её используют при создании демотиваторов.
По данным «Проверено. Медиа», поиск данной цитаты на английском языке никаких результатов не дал, поиск на немецком языке привёл лишь к сайту stroysam-karpinsk.ru. «В Рунете фраза с атрибуцией Бисмарку появилась не позднее 25 августа 2010 года в публикации на сайте „Мудрость мира“, однако там вместо „русских“ упоминаются „славяне“. Не позднее 9 апреля 2012 года, когда фразу разместили на сайте JoyReactor, она приобрела свой „канонический“ вид», — отмечают эксперты проекта Анастасия Яичкова и Таша Соколова. Когда в 2016 году плакаты с данным высказыванием появились на улицах Москвы, сотрудник Фонда Отто фон Бисмарка Ульф Моргенштерн опубликовал опровержение его принадлежности Бисмарку. «Бисмарк действительно любил яркие формулировки. Однако такую цитату нельзя найти в соответствующих сборниках цитат и отредактированных писем, речей и разговоров Бисмарка. И если вы немного задумаетесь об этом высказывании, станет ясно, почему: то, что здесь озвучено, совсем не отражает его видение. Когда Бисмарк говорил „мы“, он имел в виду Пруссию и Германию. Однако она напала на Россию только после его смерти», — заявил исследователь в заявлении, размещённом на официальном сайте фонда; под нападением России на Германию, вероятно, подразумевается начало Первой мировой войны, которое умерший в 1898 году Бисмарк не застал.
Согласно информации «Проверено. Медиа», фрагмент, имеющий сходство с первой частью высказывания, встречается в труде Карла фон Клаузевица «О войне»: «Россия не такая страна, которую можно действительно завоевать, то есть оккупировать; по крайней мере, этого нельзя сделать ни силами современных европейских государств, ни теми 500 000 человек, которых для этого привёл Бонапарт. Такая страна может быть побеждена лишь собственной слабостью и действием внутренних раздоров. Достигнуть же этих слабых мест политического бытия можно лишь путём потрясения, которое проникло бы до самого сердца страны». Вторую часть высказывания авторы проекта сравнивают с оборотами из вымышленного «плана Даллеса»: «В этом конспирологическом тексте есть такой оборот: „Человеческий мозг, сознание людей способно к изменению. Посеяв там хаос, мы незаметно подменим их ценности на фальшивые и заставим их в эти фальшивые ценности верить“. Никакого плана Даллеса в действительности нет и никогда не было, это компиляция отдельных высказываний героя романа „Вечный зов“ Анатолия Иванова. У него соответствующий фрагмент звучал так: „Посеяв там хаос, мы незаметно подменим их ценности на фальшивые и заставим их в эти фальшивые ценности верить“».
Резюмируя итоги своих изысканий, Яичкова и Соколова подчёркивают, что данное высказывание не принадлежит Бисмарку; оно было опубликовано на русском языке не позже 2010 года, концептуально объединив в себе размышления Клаузевица и Иванова.

### «Я знаю сотни способов вытащить русского медведя из берлоги, но ни одного, чтобы загнать его обратно»
Бисмарку также приписывается высказывание о русском медведе, которого можно вытащить из берлоги, но нельзя загнать обратно. Данная цитата также популярна среди пользователей «ВКонтакте», Facebook, Twitter и других социальных сетей. Особенно часто данная фраза стала использоваться с конца февраля 2022 года (после начала войны с Украиной) в интернет-сообществах, посвящённых поддержке российской армии и руководства Российской Федерации. Данное высказывание приписывалось Бисмарку и до описанных событий, например, в 2016 году в своём блоге его разместил российский певец Олег Газманов.
Проект «Проверено. Медиа» указывает, что обнаружить упоминания фразы в авторитетных сборниках цитат (например, Oxford Essential Quotations), ни на тематических ресурсах, посвящённых Бисмарку, не удалось. О высказывании также нет информации у Фонда Отто фон Бисмарка, который на своём сайте разместил подборку высказываний канцлера. «Судя по поисковой выдаче Google, интересующая нас фраза практически не используется на английском и немецком языках, её можно встретить лишь в единичных записях и комментариях в блогах», — отмечает эксперт проекта Даниил Федкевич. Настоящую популярность фраза приобрела в русскоязычном сегменте социальных сетей, согласно «Проверено. Медиа», в 2014 году: «Самое раннее упоминание в Facebook, которое нам удалось обнаружить, датируется 12 марта 2014 года — фразу с портретом канцлера разместила группа „Русская армия — Russian army“. В Twitter аналогичный пост впервые появился чуть раньше, 10 марта. За день до того записью с цитатой поделились во „ВКонтакте“. Отметим, что в этой соцсети её один раз публиковали и раньше — 28 июля 2013 года, но популярным пост не стал».
Как указывает Федкевич, фраза, похожая на упомянутую, видимо, появилась в Рунете во второй половине 2000-х. В частности в 2009 году пользователем с ником Paketbot был опубликован твит «Бисмарк „Медведя можно заставить вылезти из берлоги. Но как загнать обратно — я не знаю!“». «Примечательно, что в этой версии не упоминается слово „русский“. Учитывая, что немецкий канцлер серьёзно увлекался охотой, в теории он мог говорить буквально о медведе, однако найти подтверждение — по крайней мере в трёхтомных мемуарах политика — не удалось», — отмечает исследователь. В LiveJournal, по словам Федкевича, приписываемое Бисмарку высказывание в разных формулировках можно проследить ещё дальше: «Самая ранняя публикация, где содержится эта фраза, датируется 9 марта 2006 года, автор того поста — блогер semivaloff. Впрочем, уже тогда ряд пользователей поставили под сомнение связь между словами о „русском медведе“ и Бисмарке». По словам Федкевича, высказывание, ставшее популярным в 2014 году, может являться своеобразной творческой переработкой слов «Германия непобедима лишь до тех пор, пока она не трогает русского медведя в его берлоге». Она принадлежит не настоящему Бисмарку, а книжному — персонажу романа Валентина Пикуля «Битва железных канцлеров».
«Таким образом, нам не удалось найти в авторитетных источниках подтверждение, что автор фразы о „русском медведе“ — немецкий политик Отто фон Бисмарк. Цитата практически неизвестна за пределами русскоязычного сегмента интернета и упоминается преимущественно в блогах и соцсетях, а не в академических текстах. Вероятнее всего, появилось высказывание в середине 2000-х годов в LiveJournal, а в 2014 году стало популярным и в других соцсетях», — пишет Федкевич.

### «Русские всегда приходят за своим»
Бисмарку, помимо прочего, приписываются следующие слова: «Не надейтесь, что единожды воспользовавшись слабостью России, вы будете получать дивиденды вечно. Русские всегда приходят за своими деньгами. И когда они придут — не надейтесь на подписанные вами иезуитские соглашения, якобы вас оправдывающие. Они не стоят той бумаги, на которой написаны. Поэтому с русскими стоит или играть честно, или вообще не играть». В мае 2025 года помощник президента России Владимир Мединский, подводя итоги переговоров с Украиной в Стамбуле, использовал её искажённый вариант: «Он [Бисмарк] чувствовал Россию и понимал. Он всегда говорил: „Никогда не пытайтесь обмануть русских и что-нибудь у них украсть. Потому что пройдет время, и рано или поздно русские всегда приходят за своим“».
Нет доказательств, что Бисмарк говорил нечто подобное. Издание The Insider отмечал, что данная цитата, как и её немецкий оригинал, публиковалась исключительно в русскоязычных источниках: «Высмеивает цитату даже сайт РВИО, созданного и возглавляемого Мединским: „Из интернетов известно ещё про то, что русских нельзя обманывать“». На сайте «История.рф», принадлежащем РВИО, отмечается следующее: «Доживший до наших дней миф о какой-то особой любви матёрого германского политика к России — не что иное как зеркало большого мифа императорской России о дружественной Германии, который до рокового 1875 года действительно был тем фактором, который „строить и жить помогает“. Но потом-то всё изменилось с точностью до наоборот, и забывать о метаморфозах коварной прусской дружбы нам не пристало. И Отто фон Бисмарк останется в истории человеком, который когда-то что-то делал не вопреки России, но только тогда, когда это было безусловно выгодно Пруссии».